# 2015-ös IIHF divízió III-as jégkorong-világbajnokság
A 2015-ös IIHF divízió III-as jégkorong-világbajnokságot İzmirben, Törökországban rendezték április 3. és 12. között. Az első helyezett feljutott a divízió II B csoportjába.

## Résztvevők
A világbajnokságon az alábbi 7 válogatott vett részt.
| Csapat                  | Kvalifikáció módja                                                             |
| ----------------------- | ------------------------------------------------------------------------------ |
| Törökország             | Rendező, előző évben a divízió II B csoportjának 6. helyén végzett és kiesett. |
| Észak-Korea             | Előző évben a divízió III 2. helyén végzett.                                   |
| Luxemburg               | Előző évben a divízió III 3. helyén végzett.                                   |
| Hongkong                | Előző évben a divízió III 4. helyén végzett.                                   |
| Egyesült Arab Emírségek | Előző évben a divízió III 5. helyén végzett.                                   |
| Grúzia                  | Előző évben a divízió III 6. helyén végzett.                                   |
| Bosznia-Hercegovina     | Előző évben nem vett részt.                                                    |

## Eredmények
A mérkőzések kezdési időpontja helyi idő szerint vannak feltüntetve.
| Nemzet                  | M | Gy | HGy | HV | V | G+ | G- | Gk  | P  |
| ----------------------- | - | -- | --- | -- | - | -- | -- | --- | -- |
| Észak-Korea             | 6 | 5  | 1   | 0  | 0 | 50 | 9  | +41 | 17 |
| Törökország             | 6 | 5  | 0   | 1  | 0 | 59 | 11 | +48 | 16 |
| Luxemburg               | 6 | 4  | 0   | 0  | 2 | 39 | 19 | +20 | 12 |
| Hongkong                | 6 | 3  | 0   | 0  | 3 | 30 | 30 | 0   | 9  |
| Grúzia                  | 6 | 1  | 1   | 0  | 4 | 20 | 56 | −36 | 5  |
| Egyesült Arab Emírségek | 6 | 1  | 0   | 1  | 4 | 14 | 44 | −30 | 4  |
| Bosznia-Hercegovina     | 6 | 0  | 0   | 0  | 6 | 3  | 46 | −43 | 0  |

| 2015. április 3. 13:00 | Észak-Korea | 13–0 (3–0, 3–0, 7–0) | Bosznia-Hercegovina | Bornova Ice Sports Hall, İzmir Nézőszám: 55 |

| Jegyzőkönyv | Jegyzőkönyv         | Jegyzőkönyv | Jegyzőkönyv             | Jegyzőkönyv                                                            |
| --- | ------------------- | ----------- | ----------------------- | ---------------------------------------------------------------------- |
| | Pak Kuk-chol Pak Il | Kapusok     | Dino Pašović Amel Capin | Játékvezető: Geoffrey Barcelo Vonalbírók: Murat Aygün Anton Gladchenko |
| \| Kim S. (Ju) – 04:26 \| 1–0 \| \| \| Ri C. (Kim H.) – 11:18 \| 2–0 \| \| \| Kim K. (Kim S.) – 11:56 \| 3–0 \| \| \| Kim N. (Kang) – 20:59 \| 4–0 \| \| \| Hong (Ri C.) – 28:35 \| 5–0 \| \| \| Kim C. (Kim J.) (SH) – 32:48 \| 6–0 \| \| \| Kang (Kim K., Kim S.) – 41:37 \| 7–0 \| \| \| Kim S. (Ju, Kang) – 43:16 \| 8–0 \| \| \| Kim H. (Hong, An) – 44:38 \| 9–0 \| \| \| Kim N. (SH) – 47:27 \| 10–0 \| \| \| An (Kim H., Hong) – 49:27 \| 11–0 \| \| \| Pak S. (Kang) – 50:30 \| 12–0 \| \| \| Kim H. (Hong, An) – 57:52 \| 13–0 \| \| |                     |             |                         | Játékvezető: Geoffrey Barcelo Vonalbírók: Murat Aygün Anton Gladchenko |
| 6 perc | Büntetések          | 4 perc      |                         | Játékvezető: Geoffrey Barcelo Vonalbírók: Murat Aygün Anton Gladchenko |
| 56 | Lövések             | 6           |                         | Játékvezető: Geoffrey Barcelo Vonalbírók: Murat Aygün Anton Gladchenko |
| Kim S. (Ju) – 04:26 | 1–0                 |             |                         | Játékvezető: Geoffrey Barcelo Vonalbírók: Murat Aygün Anton Gladchenko |
| Ri C. (Kim H.) – 11:18 | 2–0                 |             |                         | Játékvezető: Geoffrey Barcelo Vonalbírók: Murat Aygün Anton Gladchenko |
| Kim K. (Kim S.) – 11:56 | 3–0                 |             |                         | Játékvezető: Geoffrey Barcelo Vonalbírók: Murat Aygün Anton Gladchenko |
| Kim N. (Kang) – 20:59 | 4–0                 |             |                         |                                                                        |
| Hong (Ri C.) – 28:35 | 5–0                 |             |                         |                                                                        |
| Kim C. (Kim J.) (SH) – 32:48 | 6–0                 |             |                         |                                                                        |
| Kang (Kim K., Kim S.) – 41:37 | 7–0                 |             |                         |                                                                        |
| Kim S. (Ju, Kang) – 43:16 | 8–0                 |             |                         |                                                                        |
| Kim H. (Hong, An) – 44:38 | 9–0                 |             |                         |                                                                        |
| Kim N. (SH) – 47:27 | 10–0                |             |                         |                                                                        |
| An (Kim H., Hong) – 49:27 | 11–0                |             |                         |                                                                        |
| Pak S. (Kang) – 50:30 | 12–0                |             |                         |                                                                        |
| Kim H. (Hong, An) – 57:52 | 13–0                |             |                         |                                                                        |

| 2015. április 3. 16:30 | Luxemburg | 15–3 (3–2, 3–1, 9–0) | Grúzia | Bornova Ice Sports Hall, İzmir Nézőszám: 67 |

| Jegyzőkönyv | Jegyzőkönyv   | Jegyzőkönyv                           | Jegyzőkönyv  | Jegyzőkönyv                                                         |
| --- | ------------- | ------------------------------------- | ------------ | ------------------------------------------------------------------- |
| | Michel Welter | Kapusok                               | Giles Mangen | Játékvezető: Kincses Gergely Vonalbírók: Grega Markizeti Gil Tichon |
| \| \| 0–1 \| 10:03 – Dumbadze (G. Oganeziani) \| \| B. Welter – 14:00 \| 1–1 \| \| \| Houdremont (R. Beran) – 14:17 \| 2–1 \| \| \| Schon (Sinner, Wambach) – 16:10 \| 3–1 \| \| \| \| 3–2 \| 17:52 – Smetanin (Tsomaia, Geperidze) \| \| T. Beran (Schon) – 22:19 \| 4–2 \| \| \| \| 4–3 \| 25:02 – Dumbadze (D. Oganeziani) \| \| B. Welter (R. Beran) – 25:15 \| 5–3 \| \| \| Cannon (T. Beran) (PP) – 33:56 \| 6–3 \| \| \| O. Biver (Eriksson, Wambach) – 42:09 \| 7–3 \| \| \| B. Welter (Houdremont, R. Beran) – 43:00 \| 8–3 \| \| \| Eriksson – 50:24 \| 9–3 \| \| \| Cannon (T. Beran, Milano) – 51:36 \| 10–3 \| \| \| B. Welter – 52:55 \| 11–3 \| \| \| T. Beran (Milano) – 56:57 \| 12–3 \| \| \| Cannon (Backes) – 57:34 \| 13–3 \| \| \| Wambach (Eriksson) – 57:51 \| 14–3 \| \| \| Wambach (Eriksson, G. Biver) – 58:30 \| 15–3 \| \| |               |                                       |              | Játékvezető: Kincses Gergely Vonalbírók: Grega Markizeti Gil Tichon |
| 2 perc | Büntetések    | 6 perc                                |              | Játékvezető: Kincses Gergely Vonalbírók: Grega Markizeti Gil Tichon |
| 66 | Lövések       | 9                                     |              | Játékvezető: Kincses Gergely Vonalbírók: Grega Markizeti Gil Tichon |
| | 0–1           | 10:03 – Dumbadze (G. Oganeziani)      |              | Játékvezető: Kincses Gergely Vonalbírók: Grega Markizeti Gil Tichon |
| B. Welter – 14:00 | 1–1           |                                       |              | Játékvezető: Kincses Gergely Vonalbírók: Grega Markizeti Gil Tichon |
| Houdremont (R. Beran) – 14:17 | 2–1           |                                       |              | Játékvezető: Kincses Gergely Vonalbírók: Grega Markizeti Gil Tichon |
| Schon (Sinner, Wambach) – 16:10 | 3–1           |                                       |              |                                                                     |
| | 3–2           | 17:52 – Smetanin (Tsomaia, Geperidze) |              |                                                                     |
| T. Beran (Schon) – 22:19 | 4–2           |                                       |              |                                                                     |
| | 4–3           | 25:02 – Dumbadze (D. Oganeziani)      |              |                                                                     |
| B. Welter (R. Beran) – 25:15 | 5–3           |                                       |              |                                                                     |
| Cannon (T. Beran) (PP) – 33:56 | 6–3           |                                       |              |                                                                     |
| O. Biver (Eriksson, Wambach) – 42:09 | 7–3           |                                       |              |                                                                     |
| B. Welter (Houdremont, R. Beran) – 43:00 | 8–3           |                                       |              |                                                                     |
| Eriksson – 50:24 | 9–3           |                                       |              |                                                                     |
| Cannon (T. Beran, Milano) – 51:36 | 10–3          |                                       |              |                                                                     |
| B. Welter – 52:55 | 11–3          |                                       |              |                                                                     |
| T. Beran (Milano) – 56:57 | 12–3          |                                       |              |                                                                     |
| Cannon (Backes) – 57:34 | 13–3          |                                       |              |                                                                     |
| Wambach (Eriksson) – 57:51 | 14–3          |                                       |              |                                                                     |
| Wambach (Eriksson, G. Biver) – 58:30 | 15–3          |                                       |              |                                                                     |

| 2015. április 3. 20:00 | Hongkong | 8–3 (1–0, 2–2, 5–1) | Egyesült Arab Emírségek | Bornova Ice Sports Hall, İzmir Nézőszám: 73 |

| Jegyzőkönyv | Jegyzőkönyv      | Jegyzőkönyv                              | Jegyzőkönyv      | Jegyzőkönyv                                                  |
| --- | ---------------- | ---------------------------------------- | ---------------- | ------------------------------------------------------------ |
| | Ho King Chi King | Kapusok                                  | Ahmed Al Dhaheri | Játékvezető: Feng Lei Vonalbírók: Cemal Kaya Mihai Trandafir |
| \| Cheng – 07:42 \| 1–0 \| \| \| \| 1–1 \| 23:24 – Al-Nuami \| \| \| 1–2 \| 26:30 – A. Al-Mazrouei (Al-Blooshi) (PP) \| \| Kan (Wong K.) – 28:19 \| 2–2 \| \| \| Sham (Wong K.) (SH) – 34:42 \| 3–2 \| \| \| Sham (Fung) (SH) – 42:25 \| 4–2 \| \| \| Lau (Fung) – 44:18 \| 5–2 \| \| \| Sham (Choi) (PP) – 50:29 \| 6–2 \| \| \| Ho J. (SH) – 51:54 \| 7–2 \| \| \| Lo (Cheng) – 55:12 \| 8–2 \| \| \| \| 8–3 \| 56:40 – A. Al-Mazrouei (PP2) \| |                  |                                          |                  | Játékvezető: Feng Lei Vonalbírók: Cemal Kaya Mihai Trandafir |
| 20 perc | Büntetések       | 10 perc                                  |                  | Játékvezető: Feng Lei Vonalbírók: Cemal Kaya Mihai Trandafir |
| 30 | Lövések          | 18                                       |                  | Játékvezető: Feng Lei Vonalbírók: Cemal Kaya Mihai Trandafir |
| Cheng – 07:42 | 1–0              |                                          |                  | Játékvezető: Feng Lei Vonalbírók: Cemal Kaya Mihai Trandafir |
| | 1–1              | 23:24 – Al-Nuami                         |                  | Játékvezető: Feng Lei Vonalbírók: Cemal Kaya Mihai Trandafir |
| | 1–2              | 26:30 – A. Al-Mazrouei (Al-Blooshi) (PP) |                  | Játékvezető: Feng Lei Vonalbírók: Cemal Kaya Mihai Trandafir |
| Kan (Wong K.) – 28:19 | 2–2              |                                          |                  |                                                              |
| Sham (Wong K.) (SH) – 34:42 | 3–2              |                                          |                  |                                                              |
| Sham (Fung) (SH) – 42:25 | 4–2              |                                          |                  |                                                              |
| Lau (Fung) – 44:18 | 5–2              |                                          |                  |                                                              |
| Sham (Choi) (PP) – 50:29 | 6–2              |                                          |                  |                                                              |
| Ho J. (SH) – 51:54 | 7–2              |                                          |                  |                                                              |
| Lo (Cheng) – 55:12 | 8–2              |                                          |                  |                                                              |
| | 8–3              | 56:40 – A. Al-Mazrouei (PP2)             |                  |                                                              |

| 2015. április 4. 13:00 | Grúzia | 4–12 (2–3, 1–5, 1–4) | Észak-Korea | Bornova Ice Sports Hall, İzmir Nézőszám: 93 |

| Jegyzőkönyv | Jegyzőkönyv    | Jegyzőkönyv                      | Jegyzőkönyv  | Jegyzőkönyv                                                          |
| --- | -------------- | -------------------------------- | ------------ | -------------------------------------------------------------------- |
| | Andrei Ilienko | Kapusok                          | Pak Kuk-chol | Játékvezető: Gergely Kincses Vonalbírók: Anton Gladchenko Cemal Kaya |
| \| Dumbadze – 06:10 \| 1–0 \| \| \| \| 1–1 \| 12:04 – Hong (Ri C., Ri P.) \| \| \| 1–2 \| 12:23 – Kang (Kim K., Ju) \| \| \| 1–3 \| 18:47 – Ju (Kim S., Kim N.) (PP) \| \| Smetanin (Geperidze) – 28:19 \| 2–3 \| \| \| \| 2–4 \| 20:43 – Kim H. (Ri C., Ri P.) \| \| Geperidze (Dumbadze) (PP) – 22:15 \| 3–4 \| \| \| \| 3–5 \| 27:40 – An (SH) \| \| \| 3–6 \| 35:39 – Hong (Kang) (PP) \| \| \| 3–7 \| 37:52 – Kim S. (Ri P., Ju) (SH) \| \| \| 3–8 \| 38:52 – Kang \| \| \| 3–9 \| 49:02 – Kim C. (Kim M.) (PP2) \| \| \| 3–10 \| 49:34 – Kang (Pak K.) (PP) \| \| Smetanin – 53:38 \| 4–10 \| \| \| \| 4–11 \| 58:06 – Ju (Kim S.) \| \| \| 4–12 \| 59:13 – Kim N. \| |                |                                  |              | Játékvezető: Gergely Kincses Vonalbírók: Anton Gladchenko Cemal Kaya |
| 26 perc | Büntetések     | 12 perc                          |              | Játékvezető: Gergely Kincses Vonalbírók: Anton Gladchenko Cemal Kaya |
| 17 | Lövések        | 40                               |              | Játékvezető: Gergely Kincses Vonalbírók: Anton Gladchenko Cemal Kaya |
| Dumbadze – 06:10 | 1–0            |                                  |              | Játékvezető: Gergely Kincses Vonalbírók: Anton Gladchenko Cemal Kaya |
| | 1–1            | 12:04 – Hong (Ri C., Ri P.)      |              | Játékvezető: Gergely Kincses Vonalbírók: Anton Gladchenko Cemal Kaya |
| | 1–2            | 12:23 – Kang (Kim K., Ju)        |              | Játékvezető: Gergely Kincses Vonalbírók: Anton Gladchenko Cemal Kaya |
| | 1–3            | 18:47 – Ju (Kim S., Kim N.) (PP) |              |                                                                      |
| Smetanin (Geperidze) – 28:19 | 2–3            |                                  |              |                                                                      |
| | 2–4            | 20:43 – Kim H. (Ri C., Ri P.)    |              |                                                                      |
| Geperidze (Dumbadze) (PP) – 22:15 | 3–4            |                                  |              |                                                                      |
| | 3–5            | 27:40 – An (SH)                  |              |                                                                      |
| | 3–6            | 35:39 – Hong (Kang) (PP)         |              |                                                                      |
| | 3–7            | 37:52 – Kim S. (Ri P., Ju) (SH)  |              |                                                                      |
| | 3–8            | 38:52 – Kang                     |              |                                                                      |
| | 3–9            | 49:02 – Kim C. (Kim M.) (PP2)    |              |                                                                      |
| | 3–10           | 49:34 – Kang (Pak K.) (PP)       |              |                                                                      |
| Smetanin – 53:38 | 4–10           |                                  |              |                                                                      |
| | 4–11           | 58:06 – Ju (Kim S.)              |              |                                                                      |
| | 4–12           | 59:13 – Kim N.                   |              |                                                                      |

| 2015. április 4. 16:30 | Egyesült Arab Emírségek | 2–7 (1–2, 0–2, 1–3) | Luxemburg | Bornova Ice Sports Hall, İzmir Nézőszám: 115 |

| Jegyzőkönyv | Jegyzőkönyv       | Jegyzőkönyv                             | Jegyzőkönyv   | Jegyzőkönyv                                                             |
| --- | ----------------- | --------------------------------------- | ------------- | ----------------------------------------------------------------------- |
| | Khaled Al-Suwaidi | Kapusok                                 | Gilles Mangen | Játékvezető: Geoffrey Barcelo Vonalbírók: Murat Aygün Vladimir Yefremov |
| \| \| 0–1 \| 01:31 – Cannon (Backes, T. Beran) \| \| \| 0–2 \| 08:47 – Welter (R. Beran) (SH) \| \| Al-Shamisi (Al-Blooshi, A. Al-Mazrouei) – 10:18 \| 1–2 \| \| \| \| 1–3 \| 26:54 – Welter (Linster, Houdremont) \| \| \| 1–4 \| 33:28 – T. Beran (Milano) \| \| Al-Blooshi (El-Jachi) – 45:10 \| 2–4 \| \| \| \| 2–5 \| 48:10 – Cannon \| \| \| 2–6 \| 51:34 – R. Beran (Houdremont, Grönlund) \| \| \| 2–7 \| 55:59 – R. Beran (Houdremont) (SH) \| |                   |                                         |               | Játékvezető: Geoffrey Barcelo Vonalbírók: Murat Aygün Vladimir Yefremov |
| 10 perc | Büntetések        | 12 perc                                 |               | Játékvezető: Geoffrey Barcelo Vonalbírók: Murat Aygün Vladimir Yefremov |
| 9 | Lövések           | 47                                      |               | Játékvezető: Geoffrey Barcelo Vonalbírók: Murat Aygün Vladimir Yefremov |
| | 0–1               | 01:31 – Cannon (Backes, T. Beran)       |               | Játékvezető: Geoffrey Barcelo Vonalbírók: Murat Aygün Vladimir Yefremov |
| | 0–2               | 08:47 – Welter (R. Beran) (SH)          |               | Játékvezető: Geoffrey Barcelo Vonalbírók: Murat Aygün Vladimir Yefremov |
| Al-Shamisi (Al-Blooshi, A. Al-Mazrouei) – 10:18 | 1–2               |                                         |               | Játékvezető: Geoffrey Barcelo Vonalbírók: Murat Aygün Vladimir Yefremov |
| | 1–3               | 26:54 – Welter (Linster, Houdremont)    |               |                                                                         |
| | 1–4               | 33:28 – T. Beran (Milano)               |               |                                                                         |
| Al-Blooshi (El-Jachi) – 45:10 | 2–4               |                                         |               |                                                                         |
| | 2–5               | 48:10 – Cannon                          |               |                                                                         |
| | 2–6               | 51:34 – R. Beran (Houdremont, Grönlund) |               |                                                                         |
| | 2–7               | 55:59 – R. Beran (Houdremont) (SH)      |               |                                                                         |

| 2015. április 4. 20:00 | Törökország | 11–0 (3–0, 4–0, 4–0) | Bosznia-Hercegovina | Bornova Ice Sports Hall, İzmir Nézőszám: 1583 |

| Jegyzőkönyv | Jegyzőkönyv       | Jegyzőkönyv | Jegyzőkönyv  | Jegyzőkönyv                                                        |
| --- | ----------------- | ----------- | ------------ | ------------------------------------------------------------------ |
| | Levent Özbaydugan | Kapusok     | Dino Pašović | Játékvezető: Sergei Sobolev Vonalbírók: Grega Markizeti Gil Tichon |
| \| Al. Koçoğlu – 04:41 \| 1–0 \| \| \| Halil (Gümüş) – 05:00 \| 2–0 \| \| \| Öztürk (Al. Koçoğlu, Karakoç) (PP) – 06:36 \| 3–0 \| \| \| Gümüş – 25:23 \| 4–0 \| \| \| Semiz (Özmen, Al. Koçoğlu) – 29:24 \| 5–0 \| \| \| E. Coşkun (Gümüş) – 35:57 \| 6–0 \| \| \| Al. Koçoğlu (Semiz) – 38:54 \| 7–0 \| \| \| Al. Koçoğlu (F. Faner, E. Coşkun) (PP) – 45:40 \| 8–0 \| \| \| E. Coşkun (F. Faner, Halil) – 46:01 \| 9–0 \| \| \| Al. Koçoğlu – 49:43 \| 10–0 \| \| \| Özmen – 54:55 \| 11–0 \| \| |                   |             |              | Játékvezető: Sergei Sobolev Vonalbírók: Grega Markizeti Gil Tichon |
| 28 perc | Büntetések        | 10 perc     |              | Játékvezető: Sergei Sobolev Vonalbírók: Grega Markizeti Gil Tichon |
| 68 | Lövések           | 12          |              | Játékvezető: Sergei Sobolev Vonalbírók: Grega Markizeti Gil Tichon |
| Al. Koçoğlu – 04:41 | 1–0               |             |              | Játékvezető: Sergei Sobolev Vonalbírók: Grega Markizeti Gil Tichon |
| Halil (Gümüş) – 05:00 | 2–0               |             |              | Játékvezető: Sergei Sobolev Vonalbírók: Grega Markizeti Gil Tichon |
| Öztürk (Al. Koçoğlu, Karakoç) (PP) – 06:36 | 3–0               |             |              | Játékvezető: Sergei Sobolev Vonalbírók: Grega Markizeti Gil Tichon |
| Gümüş – 25:23 | 4–0               |             |              |                                                                    |
| Semiz (Özmen, Al. Koçoğlu) – 29:24 | 5–0               |             |              |                                                                    |
| E. Coşkun (Gümüş) – 35:57 | 6–0               |             |              |                                                                    |
| Al. Koçoğlu (Semiz) – 38:54 | 7–0               |             |              |                                                                    |
| Al. Koçoğlu (F. Faner, E. Coşkun) (PP) – 45:40 | 8–0               |             |              |                                                                    |
| E. Coşkun (F. Faner, Halil) – 46:01 | 9–0               |             |              |                                                                    |
| Al. Koçoğlu – 49:43 | 10–0              |             |              |                                                                    |
| Özmen – 54:55 | 11–0              |             |              |                                                                    |

| 2015. április 6. 13:00 | Hongkong | 8–0 (5–0, 2–0, 1–0) | Bosznia-Hercegovina | Bornova Ice Sports Hall, İzmir Nézőszám: 85 |

| Jegyzőkönyv | Jegyzőkönyv           | Jegyzőkönyv | Jegyzőkönyv             | Jegyzőkönyv                                                         |
| --- | --------------------- | ----------- | ----------------------- | ------------------------------------------------------------------- |
| | Keung Emerson Kwokway | Kapusok     | Dino Pašović Amel Capin | Játékvezető: Gergely Kincses Vonalbírók: Gil Tichon Mihai Trandafir |
| \| Sham (Wong Y.) (PP) – 03:39 \| 1–0 \| \| \| Sham (Choi, Ho J.) – 11:23 \| 2–0 \| \| \| Cheng (Fung, Choi) (PP) – 16:12 \| 3–0 \| \| \| To (Chim, Lau) – 17:42 \| 4–0 \| \| \| Choi (Lam) (PP) – 19:35 \| 5–0 \| \| \| To (Chim, Lau) – 25:48 \| 6–0 \| \| \| Cheng (Fung, Lo) (PP) – 29:54 \| 7–0 \| \| \| Lo – 41:53 \| 8–0 \| \| |                       |             |                         | Játékvezető: Gergely Kincses Vonalbírók: Gil Tichon Mihai Trandafir |
| 8 perc | Büntetések            | 12 perc     |                         | Játékvezető: Gergely Kincses Vonalbírók: Gil Tichon Mihai Trandafir |
| 37 | Lövések               | 15          |                         | Játékvezető: Gergely Kincses Vonalbírók: Gil Tichon Mihai Trandafir |
| Sham (Wong Y.) (PP) – 03:39 | 1–0                   |             |                         | Játékvezető: Gergely Kincses Vonalbírók: Gil Tichon Mihai Trandafir |
| Sham (Choi, Ho J.) – 11:23 | 2–0                   |             |                         | Játékvezető: Gergely Kincses Vonalbírók: Gil Tichon Mihai Trandafir |
| Cheng (Fung, Choi) (PP) – 16:12 | 3–0                   |             |                         | Játékvezető: Gergely Kincses Vonalbírók: Gil Tichon Mihai Trandafir |
| To (Chim, Lau) – 17:42 | 4–0                   |             |                         |                                                                     |
| Choi (Lam) (PP) – 19:35 | 5–0                   |             |                         |                                                                     |
| To (Chim, Lau) – 25:48 | 6–0                   |             |                         |                                                                     |
| Cheng (Fung, Lo) (PP) – 29:54 | 7–0                   |             |                         |                                                                     |
| Lo – 41:53 | 8–0                   |             |                         |                                                                     |

| 2015. április 6. 16:30 | Észak-Korea | 7–0 (5–0, 1–0, 1–0) | Egyesült Arab Emírségek | Bornova Ice Sports Hall, İzmir Nézőszám: 72 |

| Jegyzőkönyv | Jegyzőkönyv | Jegyzőkönyv | Jegyzőkönyv                        | Jegyzőkönyv                                              |
| --- | ----------- | ----------- | ---------------------------------- | -------------------------------------------------------- |
| | Pak Il      | Kapusok     | Khaled Al-Suwaidi Ahmed Al-Dhaheri | Játékvezető: Feng Lei Vonalbírók: Murat Aygün Cemal Kaya |
| \| Kim S. (Ju, Kim N.) – 01:53 \| 1–0 \| \| \| Hong (Ri C., Kim H.) – 04:56 \| 2–0 \| \| \| Kim H. (Ri P.) – 07:12 \| 3–0 \| \| \| Kim H. (Hong) – 12:16 \| 4–0 \| \| \| Kim H. (Ri C., Hong) – 17:11 \| 5–0 \| \| \| An – 39:34 \| 6–0 \| \| \| Kim N. (Ju, Pak K.) – 53:16 \| 7–0 \| \| |             |             |                                    | Játékvezető: Feng Lei Vonalbírók: Murat Aygün Cemal Kaya |
| 4 perc | Büntetések  | 6 perc      |                                    | Játékvezető: Feng Lei Vonalbírók: Murat Aygün Cemal Kaya |
| 40 | Lövések     | 16          |                                    | Játékvezető: Feng Lei Vonalbírók: Murat Aygün Cemal Kaya |
| Kim S. (Ju, Kim N.) – 01:53 | 1–0         |             |                                    | Játékvezető: Feng Lei Vonalbírók: Murat Aygün Cemal Kaya |
| Hong (Ri C., Kim H.) – 04:56 | 2–0         |             |                                    | Játékvezető: Feng Lei Vonalbírók: Murat Aygün Cemal Kaya |
| Kim H. (Ri P.) – 07:12 | 3–0         |             |                                    | Játékvezető: Feng Lei Vonalbírók: Murat Aygün Cemal Kaya |
| Kim H. (Hong) – 12:16 | 4–0         |             |                                    |                                                          |
| Kim H. (Ri C., Hong) – 17:11 | 5–0         |             |                                    |                                                          |
| An – 39:34 | 6–0         |             |                                    |                                                          |
| Kim N. (Ju, Pak K.) – 53:16 | 7–0         |             |                                    |                                                          |

| 2015. április 6. 20:00 | Törökország | 13–1 (3–0, 6–0, 4–1) | Grúzia | Bornova Ice Sports Hall, İzmir Nézőszám: 728 |

| Jegyzőkönyv | Jegyzőkönyv   | Jegyzőkönyv      | Jegyzőkönyv    | Jegyzőkönyv                                                                |
| --- | ------------- | ---------------- | -------------- | -------------------------------------------------------------------------- |
| | Erol Kahraman | Kapusok          | Andrei Ilienko | Játékvezető: Sergei Sobolev Vonalbírók: Vladimir Yefremov Anton Gladchenko |
| \| Karakoç (B. Coşkun, An. Koçoğlu) – 11:39 \| 1–0 \| \| \| Özmen (B. Coşkun) – 11:54 \| 2–0 \| \| \| An. Koçoğlu (Semiz, Özmen) (PP) – 15:42 \| 3–0 \| \| \| Semiz (Özmen) – 26:33 \| 4–0 \| \| \| İslam (An. Koçoğlu) – 28:18 \| 5–0 \| \| \| Semiz (E. Faner, Al. Koçoğlu) – 32:56 \| 6–0 \| \| \| Semiz (Özmen, Al. Koçoğlu) – 33:27 \| 7–0 \| \| \| Gümüş (Halil) – 38:22 \| 8–0 \| \| \| Gümüş (Halil) – 39:05 \| 9–0 \| \| \| Özmen (Al. Koçoğlu) – 40:41 \| 10–0 \| \| \| \| 10–1 \| 41:58 – Smetanin \| \| Özmen (Öztürk) – 50:02 \| 11–1 \| \| \| An. Koçoğlu (Özmen) (PP) – 56:12 \| 12–1 \| \| \| Semiz (SH) – 59:47 \| 13–1 \| \| |               |                  |                | Játékvezető: Sergei Sobolev Vonalbírók: Vladimir Yefremov Anton Gladchenko |
| 4 perc | Büntetések    | 29 perc          |                | Játékvezető: Sergei Sobolev Vonalbírók: Vladimir Yefremov Anton Gladchenko |
| 90 | Lövések       | 5                |                | Játékvezető: Sergei Sobolev Vonalbírók: Vladimir Yefremov Anton Gladchenko |
| Karakoç (B. Coşkun, An. Koçoğlu) – 11:39 | 1–0           |                  |                | Játékvezető: Sergei Sobolev Vonalbírók: Vladimir Yefremov Anton Gladchenko |
| Özmen (B. Coşkun) – 11:54 | 2–0           |                  |                | Játékvezető: Sergei Sobolev Vonalbírók: Vladimir Yefremov Anton Gladchenko |
| An. Koçoğlu (Semiz, Özmen) (PP) – 15:42 | 3–0           |                  |                | Játékvezető: Sergei Sobolev Vonalbírók: Vladimir Yefremov Anton Gladchenko |
| Semiz (Özmen) – 26:33 | 4–0           |                  |                |                                                                            |
| İslam (An. Koçoğlu) – 28:18 | 5–0           |                  |                |                                                                            |
| Semiz (E. Faner, Al. Koçoğlu) – 32:56 | 6–0           |                  |                |                                                                            |
| Semiz (Özmen, Al. Koçoğlu) – 33:27 | 7–0           |                  |                |                                                                            |
| Gümüş (Halil) – 38:22 | 8–0           |                  |                |                                                                            |
| Gümüş (Halil) – 39:05 | 9–0           |                  |                |                                                                            |
| Özmen (Al. Koçoğlu) – 40:41 | 10–0          |                  |                |                                                                            |
| | 10–1          | 41:58 – Smetanin |                |                                                                            |
| Özmen (Öztürk) – 50:02 | 11–1          |                  |                |                                                                            |
| An. Koçoğlu (Özmen) (PP) – 56:12 | 12–1          |                  |                |                                                                            |
| Semiz (SH) – 59:47 | 13–1          |                  |                |                                                                            |

| 2015. április 7. 13:00 | Bosznia-Hercegovina | 0–5 (0–3, 0–1, 0–1) | Luxemburg | Bornova Ice Sports Hall, İzmir Nézőszám: 61 |

| Jegyzőkönyv | Jegyzőkönyv | Jegyzőkönyv                              | Jegyzőkönyv   | Jegyzőkönyv                                                   |
| --- | ----------- | ---------------------------------------- | ------------- | ------------------------------------------------------------- |
| | Amel Capin  | Kapusok                                  | Gilles Mangen | Játékvezető: Feng Lei Vonalbírók: Murat Aygün Grega Markizeti |
| \| \| 0–1 \| 08:23 – R. Beran (Houdremont, B. Welter) \| \| \| 0–2 \| 15:07 – B. Welter \| \| \| 0–3 \| 17:32 – Eriksson (Wambach) \| \| \| 0–4 \| 30:24 – Eriksson (Wambach) \| \| \| 0–5 \| 58:14 – T. Beran (PP) \| |             |                                          |               | Játékvezető: Feng Lei Vonalbírók: Murat Aygün Grega Markizeti |
| 20 perc | Büntetések  | 32 perc                                  |               | Játékvezető: Feng Lei Vonalbírók: Murat Aygün Grega Markizeti |
| 10 | Lövések     | 41                                       |               | Játékvezető: Feng Lei Vonalbírók: Murat Aygün Grega Markizeti |
| | 0–1         | 08:23 – R. Beran (Houdremont, B. Welter) |               | Játékvezető: Feng Lei Vonalbírók: Murat Aygün Grega Markizeti |
| | 0–2         | 15:07 – B. Welter                        |               | Játékvezető: Feng Lei Vonalbírók: Murat Aygün Grega Markizeti |
| | 0–3         | 17:32 – Eriksson (Wambach)               |               | Játékvezető: Feng Lei Vonalbírók: Murat Aygün Grega Markizeti |
| | 0–4         | 30:24 – Eriksson (Wambach)               |               |                                                               |
| | 0–5         | 58:14 – T. Beran (PP)                    |               |                                                               |

| 2015. április 7. 16:30 | Grúzia | 3–11 (1–3, 1–4, 1–4) | Hongkong | Bornova Ice Sports Hall, İzmir Nézőszám: 69 |

| Jegyzőkönyv | Jegyzőkönyv                    | Jegyzőkönyv                      | Jegyzőkönyv      | Jegyzőkönyv                                                        |
| --- | ------------------------------ | -------------------------------- | ---------------- | ------------------------------------------------------------------ |
| | Andrei Ilienko Kakha Ambrolava | Kapusok                          | Ho King Chi King | Játékvezető: Sergei Sobolev Vonalbírók: Cemal Kaya Mihai Trandafir |
| \| \| 0–1 \| 02:36 – Lau (To) \| \| \| 0–2 \| 05:20 – Sham (Fung, Choi) (PP) \| \| Dumbadze (Gi. Jeiranashvili, Tsukanov) (PP) – 09:37 \| 1–2 \| \| \| \| 1–3 \| 10:27 – Cheng \| \| \| 1–4 \| 26:50 – Choi \| \| \| 1–5 \| 26:57 – Choi (Sham) \| \| \| 1–6 \| 30:18 – Sham (Ho J.) \| \| \| 1–7 \| 35:14 – Choi (Wong Y., Sham) \| \| Smetanin (Dumbadze) – 38:36 \| 2–7 \| \| \| \| 2–8 \| 42:29 – Choi (Lam, Wong P.) (EA) \| \| Smetanin (Dumbadze) – 43:23 \| 3–8 \| \| \| \| 3–9 \| 46:09 – Cheng (Fung) (EA) \| \| \| 3–10 \| 50:36 – Cheng \| \| \| 3–11 \| 56:41 – Yeung (Chan) \| |                                |                                  |                  | Játékvezető: Sergei Sobolev Vonalbírók: Cemal Kaya Mihai Trandafir |
| 6 perc | Büntetések                     | 6 perc                           |                  | Játékvezető: Sergei Sobolev Vonalbírók: Cemal Kaya Mihai Trandafir |
| 18 | Lövések                        | 47                               |                  | Játékvezető: Sergei Sobolev Vonalbírók: Cemal Kaya Mihai Trandafir |
| | 0–1                            | 02:36 – Lau (To)                 |                  | Játékvezető: Sergei Sobolev Vonalbírók: Cemal Kaya Mihai Trandafir |
| | 0–2                            | 05:20 – Sham (Fung, Choi) (PP)   |                  | Játékvezető: Sergei Sobolev Vonalbírók: Cemal Kaya Mihai Trandafir |
| Dumbadze (Gi. Jeiranashvili, Tsukanov) (PP) – 09:37 | 1–2                            |                                  |                  | Játékvezető: Sergei Sobolev Vonalbírók: Cemal Kaya Mihai Trandafir |
| | 1–3                            | 10:27 – Cheng                    |                  |                                                                    |
| | 1–4                            | 26:50 – Choi                     |                  |                                                                    |
| | 1–5                            | 26:57 – Choi (Sham)              |                  |                                                                    |
| | 1–6                            | 30:18 – Sham (Ho J.)             |                  |                                                                    |
| | 1–7                            | 35:14 – Choi (Wong Y., Sham)     |                  |                                                                    |
| Smetanin (Dumbadze) – 38:36 | 2–7                            |                                  |                  |                                                                    |
| | 2–8                            | 42:29 – Choi (Lam, Wong P.) (EA) |                  |                                                                    |
| Smetanin (Dumbadze) – 43:23 | 3–8                            |                                  |                  |                                                                    |
| | 3–9                            | 46:09 – Cheng (Fung) (EA)        |                  |                                                                    |
| | 3–10                           | 50:36 – Cheng                    |                  |                                                                    |
| | 3–11                           | 56:41 – Yeung (Chan)             |                  |                                                                    |

| 2015. április 7. 20:00 | Egyesült Arab Emírségek | 0–15 (0–7, 0–3, 0–5) | Törökország | Bornova Ice Sports Hall, İzmir Nézőszám: 773 |

| Jegyzőkönyv | Jegyzőkönyv       | Jegyzőkönyv                           | Jegyzőkönyv                     | Jegyzőkönyv                                                            |
| --- | ----------------- | ------------------------------------- | ------------------------------- | ---------------------------------------------------------------------- |
| | Khaled Al-Suwaidi | Kapusok                               | Levent Özbaydugan Erol Kahraman | Játékvezető: Geoffrey Barcelo Vonalbírók: Vladimir Yefremov Gil Tichon |
| \| \| 0–1 \| 00:37 – Al. Koçoğlu (Semiz, Özmen) \| \| \| 0–2 \| 06:56 – Gümüş (E. Coşkun, Aktürk) \| \| \| 0–3 \| 10:06 – An. Koçoğlu (Karakoç) \| \| \| 0–4 \| 10:21 – An. Koçoğlu (İslam) \| \| \| 0–5 \| 12:43 – Halil \| \| \| 0–6 \| 13:48 – Gümüş (E. Coşkun, Halil) \| \| \| 0–7 \| 15:43 – Karakoç (Seçer, A. Solak) \| \| \| 0–8 \| 33:18 – Al. Koçoğlu (Semiz) \| \| \| 0–9 \| 33:39 – Al. Koçoğlu (Semiz, Özmen) \| \| \| 0–10 \| 38:00 – A. Solak (Seçer) \| \| \| 0–11 \| 45:40 – Semiz (Aktürk) \| \| \| 0–12 \| 46:29 – Seçer (A. Solak, B. Coşkun) \| \| \| 0–13 \| 48:55 – E. Coşkun (Halil, Gümüş) \| \| \| 0–14 \| 50:33 – Karakoç (İslam, An. Koçoğlu) \| \| \| 0–15 \| 59:54 – G. Solak (Semiz, Al. Koçoğlu) \| |                   |                                       |                                 | Játékvezető: Geoffrey Barcelo Vonalbírók: Vladimir Yefremov Gil Tichon |
| 8 perc | Büntetések        | 2 perc                                |                                 | Játékvezető: Geoffrey Barcelo Vonalbírók: Vladimir Yefremov Gil Tichon |
| 10 | Lövések           | 64                                    |                                 | Játékvezető: Geoffrey Barcelo Vonalbírók: Vladimir Yefremov Gil Tichon |
| | 0–1               | 00:37 – Al. Koçoğlu (Semiz, Özmen)    |                                 | Játékvezető: Geoffrey Barcelo Vonalbírók: Vladimir Yefremov Gil Tichon |
| | 0–2               | 06:56 – Gümüş (E. Coşkun, Aktürk)     |                                 | Játékvezető: Geoffrey Barcelo Vonalbírók: Vladimir Yefremov Gil Tichon |
| | 0–3               | 10:06 – An. Koçoğlu (Karakoç)         |                                 | Játékvezető: Geoffrey Barcelo Vonalbírók: Vladimir Yefremov Gil Tichon |
| | 0–4               | 10:21 – An. Koçoğlu (İslam)           |                                 |                                                                        |
| | 0–5               | 12:43 – Halil                         |                                 |                                                                        |
| | 0–6               | 13:48 – Gümüş (E. Coşkun, Halil)      |                                 |                                                                        |
| | 0–7               | 15:43 – Karakoç (Seçer, A. Solak)     |                                 |                                                                        |
| | 0–8               | 33:18 – Al. Koçoğlu (Semiz)           |                                 |                                                                        |
| | 0–9               | 33:39 – Al. Koçoğlu (Semiz, Özmen)    |                                 |                                                                        |
| | 0–10              | 38:00 – A. Solak (Seçer)              |                                 |                                                                        |
| | 0–11              | 45:40 – Semiz (Aktürk)                |                                 |                                                                        |
| | 0–12              | 46:29 – Seçer (A. Solak, B. Coşkun)   |                                 |                                                                        |
| | 0–13              | 48:55 – E. Coşkun (Halil, Gümüş)      |                                 |                                                                        |
| | 0–14              | 50:33 – Karakoç (İslam, An. Koçoğlu)  |                                 |                                                                        |
| | 0–15              | 59:54 – G. Solak (Semiz, Al. Koçoğlu) |                                 |                                                                        |

| 2015. április 9. 12:30 | Grúzia | 4–1 (1–1, 0–0, 3–0) | Bosznia-Hercegovina | Bornova Ice Sports Hall, İzmir Nézőszám: 83 |

| Jegyzőkönyv | Jegyzőkönyv    | Jegyzőkönyv     | Jegyzőkönyv  | Jegyzőkönyv                                                    |
| --- | -------------- | --------------- | ------------ | -------------------------------------------------------------- |
| | Andrei Ilienko | Kapusok         | Dino Pašović | Játékvezető: Feng Lei Vonalbírók: Vladimir Yefremov Gil Tichon |
| \| Smetanin (Dumbadze) – 09:27 \| 1–0 \| \| \| \| 1–1 \| 10:19 – Nikulin \| \| Dumbadze – 41:57 \| 2–1 \| \| \| Tsomaia (Smetanin) – 54:02 \| 3–1 \| \| \| Tsomaia (Dumbadze) – 58:55 \| 4–1 \| \| |                |                 |              | Játékvezető: Feng Lei Vonalbírók: Vladimir Yefremov Gil Tichon |
| 22 perc | Büntetések     | 12 perc         |              | Játékvezető: Feng Lei Vonalbírók: Vladimir Yefremov Gil Tichon |
| 36 | Lövések        | 42              |              | Játékvezető: Feng Lei Vonalbírók: Vladimir Yefremov Gil Tichon |
| Smetanin (Dumbadze) – 09:27 | 1–0            |                 |              | Játékvezető: Feng Lei Vonalbírók: Vladimir Yefremov Gil Tichon |
| | 1–1            | 10:19 – Nikulin |              | Játékvezető: Feng Lei Vonalbírók: Vladimir Yefremov Gil Tichon |
| Dumbadze – 41:57 | 2–1            |                 |              | Játékvezető: Feng Lei Vonalbírók: Vladimir Yefremov Gil Tichon |
| Tsomaia (Smetanin) – 54:02 | 3–1            |                 |              |                                                                |
| Tsomaia (Dumbadze) – 58:55 | 4–1            |                 |              |                                                                |

| 2015. április 9. 16:00 | Törökország | 10–1 (3–0, 5–1, 2–0) | Hongkong | Bornova Ice Sports Hall, İzmir Nézőszám: 745 |

| Jegyzőkönyv | Jegyzőkönyv                     | Jegyzőkönyv      | Jegyzőkönyv           | Jegyzőkönyv                                                               |
| --- | ------------------------------- | ---------------- | --------------------- | ------------------------------------------------------------------------- |
| | Levent Özbaydugan Erol Kahraman | Kapusok          | Keung Emerson Kwokway | Játékvezető: Geoffrey Barcelo Vonalbírók: Grega Markizeti Mihai Trandafir |
| \| Al. Koçoğlu (Özmen, Aktürk) – 03:36 \| 1–0 \| \| \| E. Faner (İslam) – 09:44 \| 2–0 \| \| \| Gümüş (E. Coşkun) – 14:38 \| 3–0 \| \| \| Karakoç (An. Koçoğlu) – 23:52 \| 4–0 \| \| \| Halil (Gümüş) – 26:12 \| 5–0 \| \| \| An. Koçoğlu (Gümüş, Özmen) (PP) – 28:34 \| 6–0 \| \| \| \| 6–1 \| 32:34 – Lau (To) \| \| Al. Koçoğlu (SH) – 38:21 \| 7–1 \| \| \| Karakoç (Al. Koçoğlu) – 38:50 \| 8–1 \| \| \| Halil (E. Coşkun, Gümüş) – 51:07 \| 9–1 \| \| \| E. Coşkun (G. Solak, Semiz) – 58:03 \| 10–1 \| \| |                                 |                  |                       | Játékvezető: Geoffrey Barcelo Vonalbírók: Grega Markizeti Mihai Trandafir |
| 26 perc | Büntetések                      | 18 perc          |                       | Játékvezető: Geoffrey Barcelo Vonalbírók: Grega Markizeti Mihai Trandafir |
| 51 | Lövések                         | 13               |                       | Játékvezető: Geoffrey Barcelo Vonalbírók: Grega Markizeti Mihai Trandafir |
| Al. Koçoğlu (Özmen, Aktürk) – 03:36 | 1–0                             |                  |                       | Játékvezető: Geoffrey Barcelo Vonalbírók: Grega Markizeti Mihai Trandafir |
| E. Faner (İslam) – 09:44 | 2–0                             |                  |                       | Játékvezető: Geoffrey Barcelo Vonalbírók: Grega Markizeti Mihai Trandafir |
| Gümüş (E. Coşkun) – 14:38 | 3–0                             |                  |                       | Játékvezető: Geoffrey Barcelo Vonalbírók: Grega Markizeti Mihai Trandafir |
| Karakoç (An. Koçoğlu) – 23:52 | 4–0                             |                  |                       |                                                                           |
| Halil (Gümüş) – 26:12 | 5–0                             |                  |                       |                                                                           |
| An. Koçoğlu (Gümüş, Özmen) (PP) – 28:34 | 6–0                             |                  |                       |                                                                           |
| | 6–1                             | 32:34 – Lau (To) |                       |                                                                           |
| Al. Koçoğlu (SH) – 38:21 | 7–1                             |                  |                       |                                                                           |
| Karakoç (Al. Koçoğlu) – 38:50 | 8–1                             |                  |                       |                                                                           |
| Halil (E. Coşkun, Gümüş) – 51:07 | 9–1                             |                  |                       |                                                                           |
| E. Coşkun (G. Solak, Semiz) – 58:03 | 10–1                            |                  |                       |                                                                           |

| 2015. április 9. 19:30 | Észak-Korea | 5–2 (1–1, 1–0, 3–1) | Luxemburg | Bornova Ice Sports Hall, İzmir Nézőszám: 126 |

| Jegyzőkönyv | Jegyzőkönyv  | Jegyzőkönyv                    | Jegyzőkönyv   | Jegyzőkönyv                                                           |
| --- | ------------ | ------------------------------ | ------------- | --------------------------------------------------------------------- |
| | Pak Kuk-chol | Kapusok                        | Michel Welter | Játékvezető: Gergely Kincses Vonalbírók: Murat Aygün Anton Gladchenko |
| \| Hong (Ri C.) – 00:48 \| 1–0 \| \| \| \| 1–1 \| 01:38 – Cannon (Schon, Backes) \| \| Pak S. (Kim K.) (PP) – 39:27 \| 2–1 \| \| \| Ri C. – 46:25 \| 3–1 \| \| \| \| 3–2 \| 48:31 – Eriksson (Milano) \| \| Kang (Kim K., Pak S.) (SH) – 49:49 \| 4–2 \| \| \| Ri H. (Ri P., Kim C.) – 52:35 \| 5–2 \| \| |              |                                |               | Játékvezető: Gergely Kincses Vonalbírók: Murat Aygün Anton Gladchenko |
| 12 perc | Büntetések   | 28 perc                        |               | Játékvezető: Gergely Kincses Vonalbírók: Murat Aygün Anton Gladchenko |
| 33 | Lövések      | 20                             |               | Játékvezető: Gergely Kincses Vonalbírók: Murat Aygün Anton Gladchenko |
| Hong (Ri C.) – 00:48 | 1–0          |                                |               | Játékvezető: Gergely Kincses Vonalbírók: Murat Aygün Anton Gladchenko |
| | 1–1          | 01:38 – Cannon (Schon, Backes) |               | Játékvezető: Gergely Kincses Vonalbírók: Murat Aygün Anton Gladchenko |
| Pak S. (Kim K.) (PP) – 39:27 | 2–1          |                                |               | Játékvezető: Gergely Kincses Vonalbírók: Murat Aygün Anton Gladchenko |
| Ri C. – 46:25 | 3–1          |                                |               |                                                                       |
| | 3–2          | 48:31 – Eriksson (Milano)      |               |                                                                       |
| Kang (Kim K., Pak S.) (SH) – 49:49 | 4–2          |                                |               |                                                                       |
| Ri H. (Ri P., Kim C.) – 52:35 | 5–2          |                                |               |                                                                       |

| 2015. április 10. 12:30 | Bosznia-Hercegovina | 2–5 (0–2, 2–0, 0–3) | Egyesült Arab Emírségek | Bornova Ice Sports Hall, İzmir Nézőszám: 87 |

| Jegyzőkönyv | Jegyzőkönyv  | Jegyzőkönyv                                       | Jegyzőkönyv       | Jegyzőkönyv                                                             |
| --- | ------------ | ------------------------------------------------- | ----------------- | ----------------------------------------------------------------------- |
| | Dino Pašović | Kapusok                                           | Khaled Al-Suwaidi | Játékvezető: Sergei Sobolev Vonalbírók: Grega Markizeti Mihai Trandafir |
| \| \| 0–1 \| 07:26 – Al-Shamisi (Al-Jneibi, Al-Muharrami) (PP) \| \| \| 0–2 \| 18:48 – Al-Blooshi (Al-Nuami, Al-Yafeai) (PP) \| \| Mrkva – 24:24 \| 1–2 \| \| \| Mrkva (Ćatović) – 26:37 \| 2–2 \| \| \| \| 2–3 \| 57:06 – Al-Shamisi (Al-Saedi, M. Al-Mazrouei) \| \| \| 2–4 \| 57:52 – Al-Nuami \| \| \| 2–5 \| 59:58 – M. Al-Mazrouei (Al-Saedi) (ENG) \| |              |                                                   |                   | Játékvezető: Sergei Sobolev Vonalbírók: Grega Markizeti Mihai Trandafir |
| 26 perc | Büntetések   | 10 perc                                           |                   | Játékvezető: Sergei Sobolev Vonalbírók: Grega Markizeti Mihai Trandafir |
| 25 | Lövések      | 42                                                |                   | Játékvezető: Sergei Sobolev Vonalbírók: Grega Markizeti Mihai Trandafir |
| | 0–1          | 07:26 – Al-Shamisi (Al-Jneibi, Al-Muharrami) (PP) |                   | Játékvezető: Sergei Sobolev Vonalbírók: Grega Markizeti Mihai Trandafir |
| | 0–2          | 18:48 – Al-Blooshi (Al-Nuami, Al-Yafeai) (PP)     |                   | Játékvezető: Sergei Sobolev Vonalbírók: Grega Markizeti Mihai Trandafir |
| Mrkva – 24:24 | 1–2          |                                                   |                   | Játékvezető: Sergei Sobolev Vonalbírók: Grega Markizeti Mihai Trandafir |
| Mrkva (Ćatović) – 26:37 | 2–2          |                                                   |                   |                                                                         |
| | 2–3          | 57:06 – Al-Shamisi (Al-Saedi, M. Al-Mazrouei)     |                   |                                                                         |
| | 2–4          | 57:52 – Al-Nuami                                  |                   |                                                                         |
| | 2–5          | 59:58 – M. Al-Mazrouei (Al-Saedi) (ENG)           |                   |                                                                         |

| 2015. április 10. 16:00 | Luxemburg | 5–7 (2–0, 2–3, 1–4) | Törökország | Bornova Ice Sports Hall, İzmir Nézőszám: 653 |

| Jegyzőkönyv | Jegyzőkönyv  | Jegyzőkönyv                             | Jegyzőkönyv                     | Jegyzőkönyv                                                                 |
| --- | ------------ | --------------------------------------- | ------------------------------- | --------------------------------------------------------------------------- |
| | Giles Mangen | Kapusok                                 | Levent Özbaydugan Erol Kahraman | Játékvezető: Gergely Kincses Vonalbírók: Vladimir Yefremov Anton Gladchenko |
| \| Backes (Scheier, Cannon) – 08:02 \| 1–0 \| \| \| B. Welter (T. Beran, R. Beran) – 18:34 \| 2–0 \| \| \| Eriksson (G. Biver, Sinner) – 21:41 \| 3–0 \| \| \| \| 3–1 \| 22:16 – Gümüş (E. Coşkun) \| \| \| 3–2 \| 30:13 – Halil (Al. Koçoğlu, Öztürk) \| \| Cannon (Backes, Schon) – 30:13 \| 4–2 \| \| \| \| 4–3 \| 37:16 – An. Koçoğlu (PP) \| \| \| 4–4 \| 46:27 – Halil (Özmen) (SH) \| \| T. Beran (Backes, Cannon) – 53:01 \| 5–4 \| \| \| \| 5–5 \| 55:04 – E. Coşkun (Halil) \| \| \| 5–6 \| 58:52 – Semiz (Gümüş, Al. Koçoğlu) (PP) \| \| \| 5–7 \| 59:14 – Semiz (Özmen) \| |              |                                         |                                 | Játékvezető: Gergely Kincses Vonalbírók: Vladimir Yefremov Anton Gladchenko |
| 10 perc | Büntetések   | 8 perc                                  |                                 | Játékvezető: Gergely Kincses Vonalbírók: Vladimir Yefremov Anton Gladchenko |
| 25 | Lövések      | 36                                      |                                 | Játékvezető: Gergely Kincses Vonalbírók: Vladimir Yefremov Anton Gladchenko |
| Backes (Scheier, Cannon) – 08:02 | 1–0          |                                         |                                 | Játékvezető: Gergely Kincses Vonalbírók: Vladimir Yefremov Anton Gladchenko |
| B. Welter (T. Beran, R. Beran) – 18:34 | 2–0          |                                         |                                 | Játékvezető: Gergely Kincses Vonalbírók: Vladimir Yefremov Anton Gladchenko |
| Eriksson (G. Biver, Sinner) – 21:41 | 3–0          |                                         |                                 | Játékvezető: Gergely Kincses Vonalbírók: Vladimir Yefremov Anton Gladchenko |
| | 3–1          | 22:16 – Gümüş (E. Coşkun)               |                                 |                                                                             |
| | 3–2          | 30:13 – Halil (Al. Koçoğlu, Öztürk)     |                                 |                                                                             |
| Cannon (Backes, Schon) – 30:13 | 4–2          |                                         |                                 |                                                                             |
| | 4–3          | 37:16 – An. Koçoğlu (PP)                |                                 |                                                                             |
| | 4–4          | 46:27 – Halil (Özmen) (SH)              |                                 |                                                                             |
| T. Beran (Backes, Cannon) – 53:01 | 5–4          |                                         |                                 |                                                                             |
| | 5–5          | 55:04 – E. Coşkun (Halil)               |                                 |                                                                             |
| | 5–6          | 58:52 – Semiz (Gümüş, Al. Koçoğlu) (PP) |                                 |                                                                             |
| | 5–7          | 59:14 – Semiz (Özmen)                   |                                 |                                                                             |

| 2015. április 10. 19:30 | Hongkong | 0–9 (0–3, 0–3, 0–3) | Észak-Korea | Bornova Ice Sports Hall, İzmir Nézőszám: 73 |

| Jegyzőkönyv | Jegyzőkönyv                            | Jegyzőkönyv                      | Jegyzőkönyv         | Jegyzőkönyv                                             |
| --- | -------------------------------------- | -------------------------------- | ------------------- | ------------------------------------------------------- |
| | Ho King Chi King Keung Emerson Kwokway | Kapusok                          | Pak Kuk-chol Pak Il | Játékvezető: Feng Lei Vonalbírók: Cemal Kaya Gil Tichon |
| \| \| 0–1 \| 00:17 – Ri C. (An) \| \| \| 0–2 \| 04:37 – Hong (SH) \| \| \| 0–3 \| 16:45 – Kim K. (Kim N., Ju) \| \| \| 0–4 \| 20:45 – Hong \| \| \| 0–5 \| 30:28 – An (Ri P.) \| \| \| 0–6 \| 37:52 – Ri C. (Hong) \| \| \| 0–7 \| 41:40 – Kim M. (PP) \| \| \| 0–8 \| 53:17 – Jon (Kim C., Ri H.) (PP) \| \| \| 0–9 \| 54:59 – Hong (Ri P.) \| |                                        |                                  |                     | Játékvezető: Feng Lei Vonalbírók: Cemal Kaya Gil Tichon |
| 8 perc | Büntetések                             | 28 perc                          |                     | Játékvezető: Feng Lei Vonalbírók: Cemal Kaya Gil Tichon |
| 13 | Lövések                                | 40                               |                     | Játékvezető: Feng Lei Vonalbírók: Cemal Kaya Gil Tichon |
| | 0–1                                    | 00:17 – Ri C. (An)               |                     | Játékvezető: Feng Lei Vonalbírók: Cemal Kaya Gil Tichon |
| | 0–2                                    | 04:37 – Hong (SH)                |                     | Játékvezető: Feng Lei Vonalbírók: Cemal Kaya Gil Tichon |
| | 0–3                                    | 16:45 – Kim K. (Kim N., Ju)      |                     | Játékvezető: Feng Lei Vonalbírók: Cemal Kaya Gil Tichon |
| | 0–4                                    | 20:45 – Hong                     |                     |                                                         |
| | 0–5                                    | 30:28 – An (Ri P.)               |                     |                                                         |
| | 0–6                                    | 37:52 – Ri C. (Hong)             |                     |                                                         |
| | 0–7                                    | 41:40 – Kim M. (PP)              |                     |                                                         |
| | 0–8                                    | 53:17 – Jon (Kim C., Ri H.) (PP) |                     |                                                         |
| | 0–9                                    | 54:59 – Hong (Ri P.)             |                     |                                                         |

| 2015. április 12. 11:00 | Egyesült Arab Emírségek | 4–5 (sz.) (1–2, 1–0, 2–2) (h.u.: 0–0) (sz.: 0–1) | Grúzia | Bornova Ice Sports Hall, İzmir Nézőszám: 47 |

| Jegyzőkönyv | Jegyzőkönyv       | Jegyzőkönyv                                          | Jegyzőkönyv    | Jegyzőkönyv                                                               |
| --- | ----------------- | ---------------------------------------------------- | -------------- | ------------------------------------------------------------------------- |
| | Khaled Al-Suwaidi | Kapusok                                              | Andrei Ilienko | Játékvezető: Sergei Sobolev Vonalbírók: Vladimir Yefremov Mihai Trandafir |
| \| \| 0–1 \| 03:20 – Dumbadze (G. Oganeziani, Smetanin) \| \| Al-Shamisi (Al-Nuami) – 05:56 \| 1–1 \| \| \| \| 1–2 \| 18:00 – Dumbadze (Tsomaia, Smetanin) \| \| El-Jachi (Al-Blooshi) – 23:22 \| 2–2 \| \| \| Al-Blooshi (M. Al-Mazrouei) – 49:53 \| 3–2 \| \| \| Al-Blooshi (Al-Jneibi) – 51:44 \| 4–2 \| \| \| \| 4–3 \| 54:11 – Smetanin (Tsomaia, Dumbadze) (SH) \| \| \| 4–4 \| 58:26 – Dumbadze \| |                   |                                                      |                | Játékvezető: Sergei Sobolev Vonalbírók: Vladimir Yefremov Mihai Trandafir |
| Al-Nuaimi Al-Shamisi M. Al-Mazrouei Al-Blooshi Al-Shamisi M. Al-Mazrouei | Szétlövés         | Smetanin Dumbadze Tsomaia Dumbadze Smetanin Dumbadze |                | Játékvezető: Sergei Sobolev Vonalbírók: Vladimir Yefremov Mihai Trandafir |
| 10 perc | Büntetések        | 10 perc                                              |                | Játékvezető: Sergei Sobolev Vonalbírók: Vladimir Yefremov Mihai Trandafir |
| 26 | Lövések           | 38                                                   |                | Játékvezető: Sergei Sobolev Vonalbírók: Vladimir Yefremov Mihai Trandafir |
| | 0–1               | 03:20 – Dumbadze (G. Oganeziani, Smetanin)           |                | Játékvezető: Sergei Sobolev Vonalbírók: Vladimir Yefremov Mihai Trandafir |
| Al-Shamisi (Al-Nuami) – 05:56 | 1–1               |                                                      |                | Játékvezető: Sergei Sobolev Vonalbírók: Vladimir Yefremov Mihai Trandafir |
| | 1–2               | 18:00 – Dumbadze (Tsomaia, Smetanin)                 |                |                                                                           |
| El-Jachi (Al-Blooshi) – 23:22 | 2–2               |                                                      |                |                                                                           |
| Al-Blooshi (M. Al-Mazrouei) – 49:53 | 3–2               |                                                      |                |                                                                           |
| Al-Blooshi (Al-Jneibi) – 51:44 | 4–2               |                                                      |                |                                                                           |
| | 4–3               | 54:11 – Smetanin (Tsomaia, Dumbadze) (SH)            |                |                                                                           |
| | 4–4               | 58:26 – Dumbadze                                     |                |                                                                           |

| 2015. április 12. 14:30 | Luxemburg | 5–2 (2–1, 2–0, 1–1) | Hongkong | Bornova Ice Sports Hall, İzmir Nézőszám: 232 |

| Jegyzőkönyv | Jegyzőkönyv                 | Jegyzőkönyv              | Jegyzőkönyv      | Jegyzőkönyv                                                      |
| --- | --------------------------- | ------------------------ | ---------------- | ---------------------------------------------------------------- |
| | Michel Welter Gilles Mangen | Kapusok                  | Ho King Chi King | Játékvezető: Geoffrey Barcelo Vonalbírók: Murat Aygün Cemal Kaya |
| \| Scheier (T. Beran) – 06:43 \| 1–0 \| \| \| \| 1–1 \| 07:39 – Leung (Wong P.) \| \| Cannon (Grönlund, T. Beran) – 12:40 \| 2–1 \| \| \| R. Beran (T. Beran, G. Biver) – 28:03 \| 3–1 \| \| \| R. Beran (B. Welter, G. Biver) – 35:53 \| 4–1 \| \| \| Schon (Scheier) – 42:09 \| 5–1 \| \| \| \| 5–2 \| 57:04 – To (Chim, Leung) \| |                             |                          |                  | Játékvezető: Geoffrey Barcelo Vonalbírók: Murat Aygün Cemal Kaya |
| 22 perc | Büntetések                  | 18 perc                  |                  | Játékvezető: Geoffrey Barcelo Vonalbírók: Murat Aygün Cemal Kaya |
| 40 | Lövések                     | 17                       |                  | Játékvezető: Geoffrey Barcelo Vonalbírók: Murat Aygün Cemal Kaya |
| Scheier (T. Beran) – 06:43 | 1–0                         |                          |                  | Játékvezető: Geoffrey Barcelo Vonalbírók: Murat Aygün Cemal Kaya |
| | 1–1                         | 07:39 – Leung (Wong P.)  |                  | Játékvezető: Geoffrey Barcelo Vonalbírók: Murat Aygün Cemal Kaya |
| Cannon (Grönlund, T. Beran) – 12:40 | 2–1                         |                          |                  | Játékvezető: Geoffrey Barcelo Vonalbírók: Murat Aygün Cemal Kaya |
| R. Beran (T. Beran, G. Biver) – 28:03 | 3–1                         |                          |                  |                                                                  |
| R. Beran (B. Welter, G. Biver) – 35:53 | 4–1                         |                          |                  |                                                                  |
| Schon (Scheier) – 42:09 | 5–1                         |                          |                  |                                                                  |
| | 5–2                         | 57:04 – To (Chim, Leung) |                  |                                                                  |

| 2015. április 12. 18:00 | Törökország | 3–4 (h.u.) (1–2, 0–0, 2–1) (h.u.: 0–1) | Észak-Korea | Bornova Ice Sports Hall, İzmir Nézőszám: 2135 |

| Jegyzőkönyv | Jegyzőkönyv   | Jegyzőkönyv                   | Jegyzőkönyv  | Jegyzőkönyv                                                               |
| --- | ------------- | ----------------------------- | ------------ | ------------------------------------------------------------------------- |
| | Erol Kahraman | Kapusok                       | Pak Kuk-chol | Játékvezető: Gergely Kincses Vonalbírók: Anton Gladchenko Grega Markizeti |
| \| Gümüş (E. Coşkun) – 04:14 \| 1–0 \| \| \| \| 1–1 \| 11:26 – Ri C. (Hong) \| \| \| 1–2 \| 19:59 – Kang \| \| Semiz (Öztürk) – 40:49 \| 2–2 \| \| \| \| 2–3 \| 55:38 – Hong (An) (SH) \| \| Gümüş (An. Koçoğlu) – 57:45 \| 3–3 \| \| \| \| 3–4 \| 64:49 – Hong (Ri C., An) (PP) \| |               |                               |              | Játékvezető: Gergely Kincses Vonalbírók: Anton Gladchenko Grega Markizeti |
| 4 perc | Büntetések    | 12 perc                       |              | Játékvezető: Gergely Kincses Vonalbírók: Anton Gladchenko Grega Markizeti |
| 41 | Lövések       | 28                            |              | Játékvezető: Gergely Kincses Vonalbírók: Anton Gladchenko Grega Markizeti |
| Gümüş (E. Coşkun) – 04:14 | 1–0           |                               |              | Játékvezető: Gergely Kincses Vonalbírók: Anton Gladchenko Grega Markizeti |
| | 1–1           | 11:26 – Ri C. (Hong)          |              | Játékvezető: Gergely Kincses Vonalbírók: Anton Gladchenko Grega Markizeti |
| | 1–2           | 19:59 – Kang                  |              | Játékvezető: Gergely Kincses Vonalbírók: Anton Gladchenko Grega Markizeti |
| Semiz (Öztürk) – 40:49 | 2–2           |                               |              |                                                                           |
| | 2–3           | 55:38 – Hong (An) (SH)        |              |                                                                           |
| Gümüş (An. Koçoğlu) – 57:45 | 3–3           |                               |              |                                                                           |
| | 3–4           | 64:49 – Hong (Ri C., An) (PP) |              |                                                                           |